# Dagmar Parmas
Dagmar Parmas (21 de septiembre de 1886 – 7 de julio de 1940) fue una letrista, actriz y cantante finlandesa, considerada la primera intérprete del género schlager de su país.

## Biografía
Su verdadero nombre era Dagmar Viktoria  Lahtinen, y nació en Helsinki, Finlandia. Tras estudiar en un colegio femenino, se formó como cantante en San Petersburgo y en Finlandia, aprendiendo sobre todo de Vera Baranov y Maikki Järnefelt. 
Dagmar Parmas escribió o tradujo al finlandés más de 140 canciones, utilizando los pseudónimos Ari Saarni y Timo Teräste. Entre sus composiciones más conocidas figuran ”Ruusuja hopeamaljassa” (completada por Lauri Jauhiainen), ”Hopeahiukset”, ”Romantiikkaa ruusutarhassa”, ”Vanha merimies muistelee” y ”Tappavat suudelmat”.
Parmas tradujo al finlandés textos suecos e ingleses, y colaboró con diversos artistas, entre ellos Valto Tynnilä y Robert von Essen. Algunas de sus canciones fueron grabadas por Erkki Eirto, Arvi Hänninen, Eugen Malmstén y Olavi Virta, entre otros. 
Dagmar Parmas fue también actriz cinematográfica. Sin embargo, únicamente hizo papeles de reparto, entre ellos el de la madre de Rättäri en la cinta de 1937 Tukkijoella. 
Dagmar Parmas falleció en 1940 en Helsinki, a los 53 años de edad. Había estado casada con el actor Yrjö Saarnio desde 1916 a 1933, año de la muerte de él. 

## Filmografía
- 1936 : Tee työ ja opi pelaamaan
- 1937 : Tukkijoella
- 1938 : Ulkosaarelaiset
- 1938 : Tulitikkuja lainaamassa
- 1938 : Olenko minä tullut haaremiin
- 1938 : Syyllisiäkö?
- 1938 : Vieras mies tuli taloon